# Gymnanthemum
Genre
Gymnanthemum est un genre de plantes à fleurs de la famille des Astéracées.

## Liste des espèces
Selon Catalogue of Life (24 juillet 2017) :
- Gymnanthemum amygdalinum (Del.) Sch. Bip. ex Walp.
- Gymnanthemum andrangovalense (Humbert) H. Robinson
- Gymnanthemum antanalus (Humbert) H. Robinson
- Gymnanthemum appendiculatum (Less.) H. Robinson
- Gymnanthemum auriculiferum (Hiern) Isawumi
- Gymnanthemum baronii (Baker) H. Robinson
- Gymnanthemum bellinghamii (S. Moore) H. Robinson
- Gymnanthemum bolleanum Steetz
- Gymnanthemum capense (A.Spreng.) J.C.Manning & Swelank.
- Gymnanthemum chapelieri (Drake) H. Robinson
- Gymnanthemum corymbosum (Thunb.) H. Robinson
- Gymnanthemum coursii (Humbert) H. Robinson
- Gymnanthemum crataegifolium (Hutch.) H. Robinson
- Gymnanthemum dissolutum (Baker) H. Robinson
- Gymnanthemum exsertiflorum (Baker) H. Robinson
- Gymnanthemum exsertum (Baker) H. Robinson
- Gymnanthemum extensum (Wall. ex DC.) Steetz
- Gymnanthemum fimbrilliferum (Less.) Cass.
- Gymnanthemum glaberrimum (Welw. ex O. Hoffm.) H. Robinson
- Gymnanthemum humblotii (Drake) H. Robinson
- Gymnanthemum koekemoerae H.Rob. & V.A.Funk
- Gymnanthemum louvelii (Humbert) H. Robinson
- Gymnanthemum mespilifolium (Less.) H. Robinson
- Gymnanthemum myrianthum (Hook. fil.) H. Robinson
- Gymnanthemum pectiniforme (DC.) H. Robinson
- Gymnanthemum pectorale (Baker) H. Robinson
- Gymnanthemum pleistanthum (Humbert) H. Robinson
- Gymnanthemum rueppellii (Sch. Bip. ex Walp.) H. Robinson
- Gymnanthemum subcrassulescens (Humbert) H. Robinson
- Gymnanthemum thomsonianum (Oliv. & Hiern) H. Robinson
- Gymnanthemum triflorum (Bremek.) H.Rob.
- Gymnanthemum urticifolium (A. Rich.) H. Robinson